# Château du Lain
Le château du Lain est un édifice situé à Gestel, en France.

## Situation
Le château est situé sur le territoire de la commune de Gestel, au lieu-dit le Lain, dans le département du Morbihan, en région Bretagne.

## Description
Le château date des XVIIe et XIXe siècles, il est composé d'un corps de logis principal enduit à cinq travées et de deux corps latéraux inégaux à une et deux travées également enduits, couverts d'un toit en pavillon, et d'un large corps postérieur d'escalier, couvert d'un toiture  à longs pans recouverte d'ardoises. La maçonnerie des communs est en moellons de granite enduits avec chaînes d'angles et bandeau peints. Le plan en L est régulier : à étage carré couvert d'un toit en croupe pour la partie en retour correspondant au logement des domestiques, à haut surcroît couvert d'un toit à longs pans et pignon couvert pour l'autre partie correspondant aux écuries. La maison de gardien en moellon est de type logis double à comble à surcroît, couverte d'un toit à longs pans et pignon couvert. Un vivier situé au nord du château est partiellement maçonné. Il est associé à un lavoir double en moellon et pierre de taille.

## Histoire
La seigneurie du Lain appartient à la fin du XVIe siècle à la famille Guyardet par le jeu d'une alliance avec les Lantivy. Les corps de bâtiment figurant sur le cadastre de 1818 pourraient être ceux d'un ancien manoir dont ils ne subsistent que les communs à l'ouest, probablement de la fin du XVIIe siècle, et peut-être le vivier au sud.
Le château est vendu en 1809 à François Buret dont la fille fait construire en 1840 la maison du gardien (date portée sur le linteau de la porte) située près de la route de Quéven.
Théophile Viollet du Breuil, inspecteur général des  ponts et chaussées, acquiert le château en 1871. C'est lui qui fait dessiner, à partir de 1875, le jardin du parc paysager, ainsi sans doute que les plans du nouveau château, édifié à la fin du XIXe siècle sur l'emplacement d'un ancien manoir.
Le lavoir au nord est associé à un second vivier, probablement du XXIe siècle. La ferme du château est édifiée au début des années 1920 pour la famille Guyomar. En 1992, à la suite d'un incendie, le château est en ruines.
Le domaine du Lain est désormais un parc paysager de 23 hectares avec des arbres remarquables. Le domaine est désormais la propriété de Lorient Agglomération.
Le château est inscrit à l'inventaire général du patrimoine culturel.

## Galerie

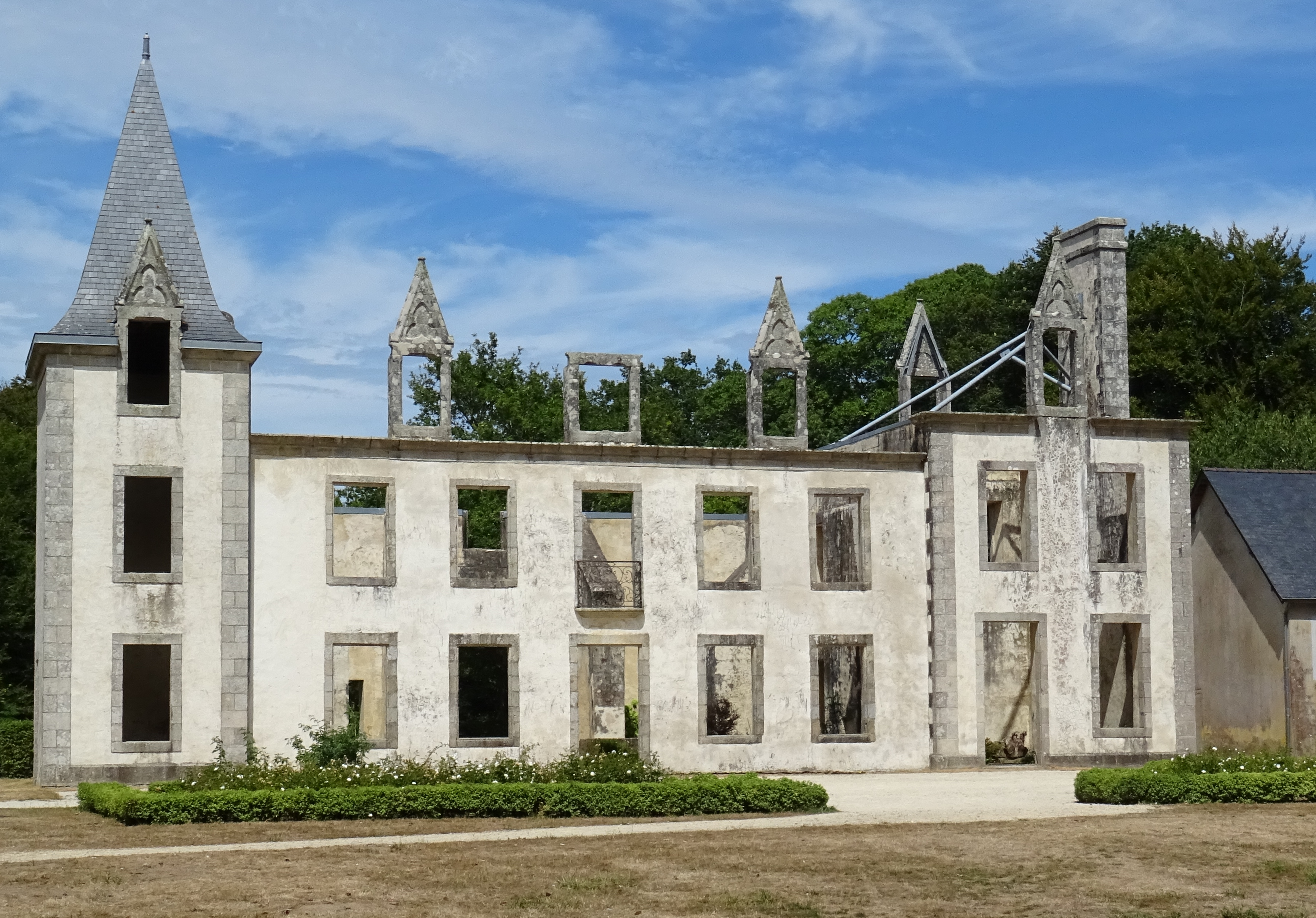
Le château du Lain en 2022 (depuis sa destruction par l'incendie de 1992).
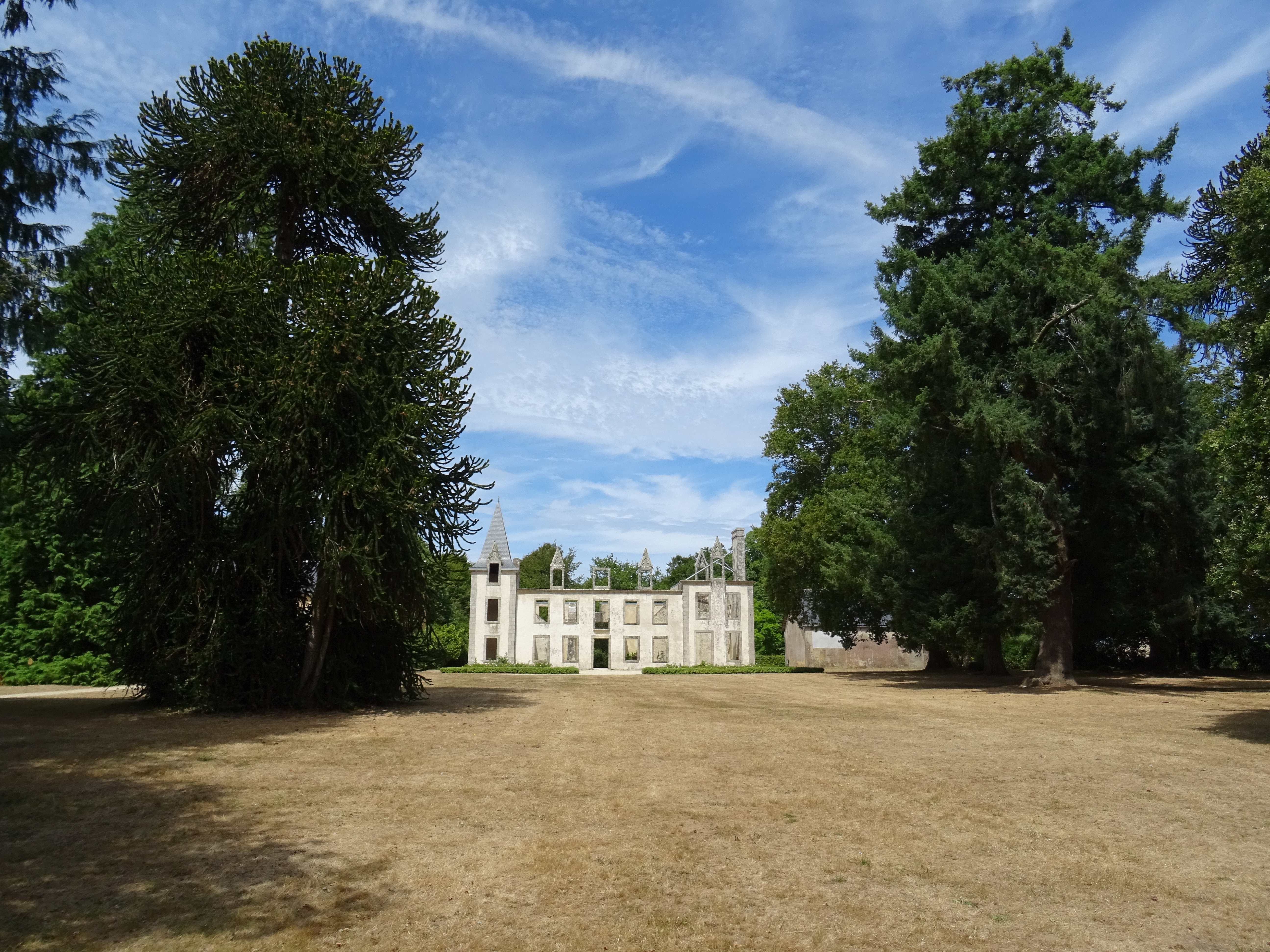
Le château du Lain dans son parc (château détruit par un incendie en 1992).